# Витли Хајтс (Њујорк)
Витли Хајтс (енгл. Wheatley Heights) насељено је место без административног статуса у америчкој савезној држави Њујорк.

## Демографија
По попису из 2010. године број становника је 5.130, што је 117 (2,3%) становника више него 2000. године.
| Група             | 2000.         | 2010.         |
| Белци             | 1.734 (34,6%) | 1.237 (24,1%) |
| Афроамериканци    | 2.427 (48,4%) | 2.803 (54,6%) |
| Азијати           | 171 (3,4%)    | 285 (5,6%)    |
| Хиспаноамериканци | 585 (11,7%)   | 692 (13,5%)   |
| Укупно            | 5.013         | 5.130         |